# Parco naturale di Oyambre

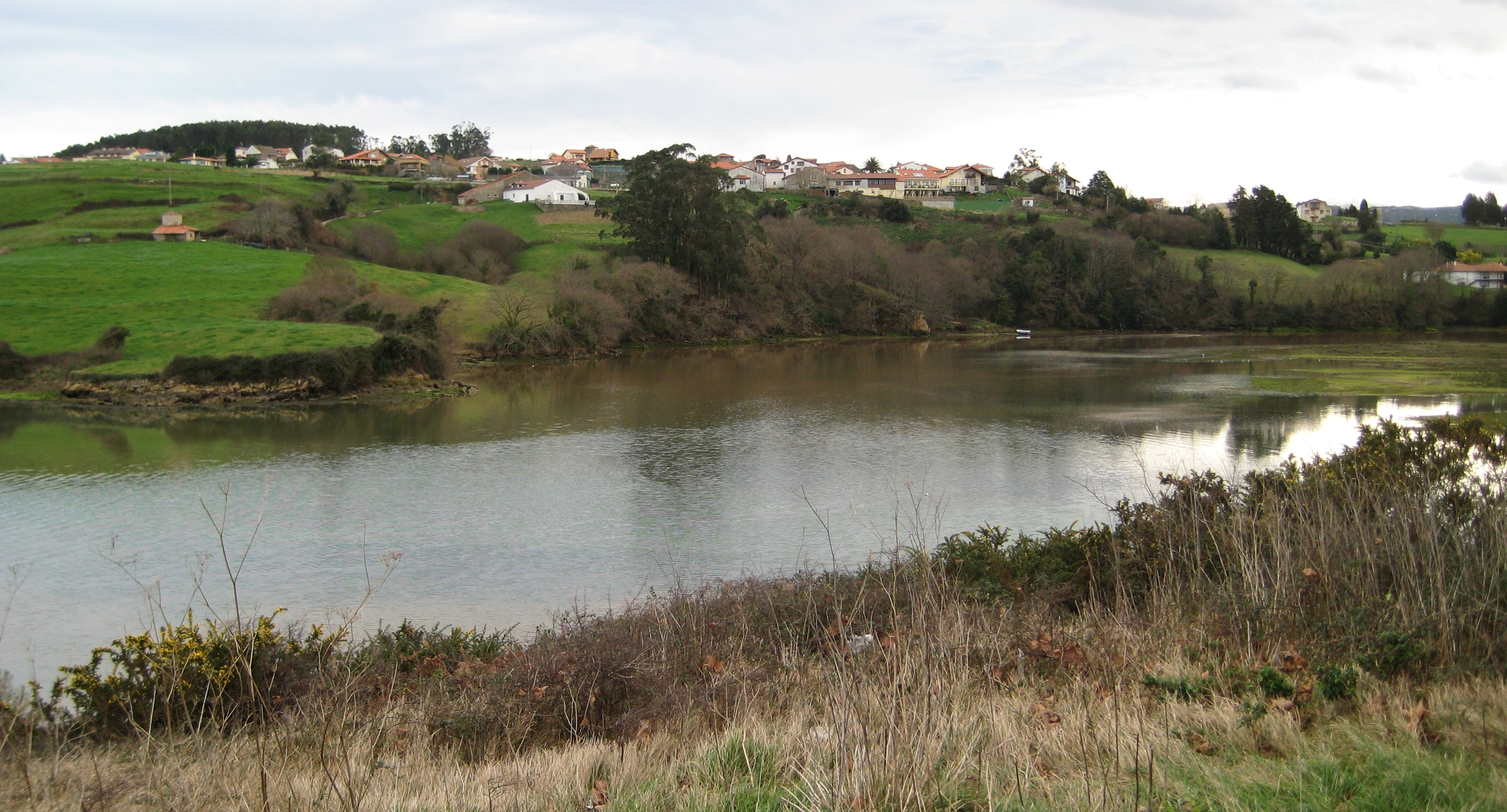
Fiume La Rabia.

Il parco naturale di Oyambre è situato nella parte occidentale della comunità autonoma di Cantabria, una regione della Spagna. Conta 5.758 ettari di estensione, i quali sono divisi nei  municipi di Comillas, San Vicente de la Barquera, Udías, Valdáliga e Val de San Vicente. L'area fu dichiarata Parco naturale il 21 novembre 1988 con la Legge di Cantabria 4/1988 come culmine di un processo stabilito da un'associazione locale ecologista e popolare che si impiegò negli anni 1970 a lottare contro i nuovi progettisti urbanistici, che probabilmente avrebbero distrutto le dune situate nella spiaggia di Oyambre.
Il parco, che comprende gli estuari dei fiumi San Vicente e della Rabia costituisce un magnifico esempio di ecosistema naturale. Ospita praterie e boschi vari, nei quali si incontrano sistemi di dune, come nel parco nazionale delle dune di Liencres. Le coste e le zone intermedie rocciose costituiscono un habitat eccellente per gli uccelli acquatici che si fermano talvolta durante le migrazioni. Le specie che si possono incontrare qui sono Anas crecca, Anatidae, Calidris alpina, Numenius arquata, Phalacrocorax aristotelis e Laridae.